# Funeral Dress
Funeral Dress is een Belgische punkband.

## Geschiedenis
Funeral Dress werd opgericht in 1985 in de hoop de op sterven na dode punkscene in België nieuw leven in te blazen. Oprichter Dirk Peters woonde dicht bij een begrafenisonderneming en dat inspireerde hem tot de naam van de groep. In 1987 kwam een eerste demo uit met vijf nummers : Army life. De band kreeg almaar meer optredens en aanhang. In 1990 verscheen hun eerste langspeelplaat : Free Beer For The Punx met nummers als Sex, drugs and rock'nroll, The pogo never stops en I'm in love with Oi. 
In de jaren 1990 speelden ze steeds grotere optredens en traden op met bands als GBH, The Exploited, Sham 69, X Ray Spex en vele anderen. Hun tweede langspeelplaat Songs about sex, beer and punkrock kwam uit. In 1997 toerden ze voor het eerst in de Verenigde Staten (VS). In 2000 zag een derde album het licht, Party Political Bullshit. In 2001 volgde het studioalbum A way of life gevolgd door talloze optredens in Europa en een derde toer door de VS in 2002.
Eind 2002 traden een aantal nieuwe bandleden toe. De nieuwe combinatie bleek aan te slaan en de eerste single Party On stond in België 18 weken lang in de hitlijsten. Daardoor konden ze meer dan ooit optreden in België, Europa, Rusland en de Verenigde staten. Ze stonden op het podium met Simple Minds en Deep Purple. Party On staat oa al jaren in Studio Brussels De 100 van eigen kweek.en in de Belpop top 100 radio1  De vernieuwde band uit 2002 maakte nog verschillende albums en verscheen in drie films : Ex Drummer, Punk’s not dead (2007) en  Bowling Balls (2014). Ze speelden op grote festivals als Pukkelpop, Groezrock, Marktrock, Rebellion (Blackpool) en Punk Rock Bowling (Las Vegas).
In 2010 werd hun 25-jarig bestaan gevierd in de AB samen met The Kids en Belgian Asociality. In 2015 vierde de band haar dertigste verjaardag met een eigen bier : Party On.
In 2022 werd de single All politicians are cunts uitgebracht, waarin naar aanleiding van de coronamaatregelen met de politiek gelachen werd. De groep speelde dat jaar op verscheidene festivals in de Verenigde Staten en het Verenigd Koninkrijk. In 2025 zou Funeral Dress ermee ophouden. Op 14 februari treedt de groep voor de laatste maal op in het Antwerpse muziekcentrum Trix en lanceert er een laatste album: GOODBYE?. Belgian Asociality en Luna en de Maanstenen treden op in het voorprogramma.

## (selectie)
| Albumtitel                        | Drager    | Datum | Label                                     |
| --------------------------------- | --------- | ----- | ----------------------------------------- |
| Army life                         | 7"        | 1987  | Funeral Records                           |
| Free beer for the punx            | lp        | 1990  | Funeral Records                           |
| Punk is still alive               | 7"        | 1992  | Funeral Records                           |
| Nightmares                        | 7"        | 1993  | Incognito Records (Germany)               |
| Songs'bout sex & beer & punckrock | cd        | 1994  | Funeral Records                           |
| History of Funeral Dress          | lp        | 1995  | Mad Butcher Records (Germany)             |
| Singalongpogopunk                 | lp/cd     | 1996  | Nasty Vinyl / Knock Out Records (Germany) |
| Totally Dressed (1985-1998)       | cd        | 1998  | Step-1 Music                              |
| Punk Live & Loud                  | cd        | 1999  | We Bite Records                           |
| Party Political Bullshit          | lp/cd     | 2000  | Punkcore Records                          |
| Down Under                        | cd-single | 2001  | B-track                                   |
| A way of life                     | cd        | 2003  | SOS-Records                               |
| Common follow                     | cd        | 2004  | B-track                                   |
| 20 years of punkrock              | cd        | 2006  | SOS-Records                               |
| Hello from the underground        | cd        | 2006  | SOS-Records                               |
| Global warning                    | cd        | 2009  | SOS-Records                               |
| Back on the streets               | ep        | 2013  | Contra-Records                            |